# Авішай Ґаль-Ям
Авішай Ґаль-Ям (івр. אבישי גל-ים, англ. Avishay Gal-Yam; нар. 15 березня 1970) — ізраїльський астроном.
У 1996 році в Тель-Авівському університеті здобув ступінь бакалавра фізики та математики. В 2003 році він здобув ступінь доктора філософії з тих самих предметів і в тому ж університеті. Нині він очолює групу експериментальної астрофізики Інституту Вейцмана. Його дослідницька діяльність зосереджена на спостереженні та дослідженні наднових зір.
За даними Центру малих планет, 8 липня 1999 року Авішай Ґаль-Ям спільно з Іланом Манулісом відкрив астероїд 137217 Рака.